# ملعب صور
الملعب صور البلدي هو ملعب متعدد الاستخدامات يقع في مدينة صور، لبنان. يستخدم في الغالب لمباريات كرة القدم وهو الملعب الرئسي لنادي التضامن صور ونادي السلام صور، بُني الملعب عام 1947 ويتسع لـ 6500 متفرج.